# 山楂糕
山楂糕是中国北方常见的一种甜食，北京俗称京糕。以山楂榨汁煮沸后加白糖、琼脂、明矾等入模凝结而成。类似于西方的果冻、布丁。
山楂糕甘冽微酸，适量食用有助于消积化滞，促进饮食、并可帮助补充大量的维生素C，但由于山楂会促进子宫收缩，因此孕妇忌食。